# 小美屋
小美屋（こみや）とは、かつて神奈川県川崎市川崎区にあった日本の百貨店。JR川崎駅、京急電鉄京急川崎駅近くに存在していた。現在、東北地方で展開しているさくら野百貨店のルーツの一つにあたる。

## 概要
1871年（明治4年）に地元川崎の旧家である小宮家の12代目である小宮隆太郎が小土呂村（現・川崎市川崎区小川町）に小宮呉服店を開いたのが始まりである。
川崎市が市制を施行する頃には、この小美屋呉服店は小川町の本店の他に東二丁目に支店を構える川崎市内有数の呉服店に成長した。
1927年（昭和2年）11月には川崎駅前の砂子に鉄筋コンクリート造4階建ての川崎では初めての百貨店を開いたが、東京や横浜市の百貨店との競合や地元大手工場の従業員で構成された消費組合(現在の生活協同組合)などとの競合しながら営業をすることになった。
また、1935年（昭和10年）5月5日に京浜デパート川崎分店が京浜電気鉄道本社跡に開店したは川崎駅前の要所を抑えて当店を含む地元の既存商店には死活問題であるとして反対運動を繰り広げ、1936年（昭和11年）1月末日に閉店に追い込み、その跡地を買収することに成功した。
第二次世界大戦の空襲で火を被った旧店舗を1951年（昭和26年）6月に川崎市へ売却し、1951年（昭和26年）6月には駅前広場角地の京浜デパート川崎分店の跡地である川崎市川崎区駅前本町（現在の川崎DICEの場所）に鉄筋コンクリート3階建て新店舗を建設して営業し、1955年（昭和30年）川崎駅前に進出して1963年（昭和38年）に増床して百貨店となった岡田屋や1956年（昭和31年）4月3日に横須賀市から進出したさいか屋という競合店が誕生するまでは市内で事実上唯一の百貨店となっていた
その後複数回増築を重ねて売上を拡大し、1962年（昭和37年）には伊勢丹と提携して、さいか屋や岡田屋と並んで川崎を代表する百貨店の一つとして繁栄し、地元では「こみや」「小美屋デパート」の名称で親しまれた。
1976年（昭和51年）にニチイ（後のマイカル）から68%の出資を受けて傘下に入り、1978年（昭和53年）3月にニチイの支援を受けて丸光やカネ長武田百貨店、山田百貨店、イチムラと共に株式会社百貨店連合を設立した。
その後、1982年（昭和57年）3月に丸光（本社仙台市、資本金8億円）と合併して株式会社丸光小美屋を設立した。
そして、株式会社丸光小美屋は1981年（昭和56年）3月にカネ長武田と山田百貨店、イチムラの3社が先行して合併していた株式会社武田山田百貨店と共に株式会社百貨店連合と合併し、法人名から小美屋が消えることになった。
以降、小美屋を前身に持つ法人についてはダックビブレ及びさくら野百貨店を参照。

## 店舗

### コミーマート

#### 川崎市
- 駅前店（川崎市川崎区駅前本町9[12]、1967年（昭和42年）9月14日開店[12] - 閉店）

売場面積638m2。
取扱商品：食料品・雑貨。
- 鹿島田店（川崎市下平間150-1[13]、1968年（昭和43年）11月16日開店[13] - 閉店）

売場面積500m2。
取扱商品：食料品・雑貨。

#### 横浜市
- 横浜橋店（横浜市南区白砂町1-3[13]、1968年（昭和43年）12月22日開店[13] - 閉店）

売場面積1,000m2。
取扱商品：食料品・衣料品・雑貨。
- 鶴見店（横浜市鶴見区本町通り1-7-5[13]、1969年（昭和44年）4月18日開店[13] - 閉店）

売場面積1,020m2。
取扱商品：食料品・衣料品・雑貨。